# I Ju-hjong
I Ju-hjong (anglický přepis: Lee Yoo-Hyung; 21. leden 1911 – 29. leden 2003) byl jihokorejský fotbalista.

## Klubová kariéra
Hrával za Keijo SC.

## Reprezentační kariéra
I Ju-hjong odehrál za japonský národní tým v roce 1940 celkem 1 reprezentační utkání.

## Statistiky
| Japonsko | Japonsko | Japonsko |
| Roky     | Záp.     | Góly     |
| -------- | -------- | -------- |
| 1940     | 1        | 0        |
| Celkem   | 1        | 0        |